# Ana García Bergua
Ana García Bergua, née le 8 octobre 1960 à Mexico, est une romancière et journaliste mexicaine qui participe au mouvement du boom femenino selon Niamh Thornton.

## Biographie

### Enfance et formation
Ana García Bergua naît dans une famille de classe moyenne au Mexique. Elle est la descendante d’exilés espagnols républicains. Sa mère est Alicia Bergua et son père est l'acteur et critique Emilio García Riera. Elle a une sœur, Alicia qui est poétesse et un frère, Jordi qui se suicide en 1979 après avoir écrit un roman.
Elle étudie la littérature française à la Faculté de philosophie et lettres de l'Université nationale autonome du Mexique et la mise en scène théâtral au Centre Universitaire de Théâtre.

### Carrière d'écrivaine
Ana García Bergua publie son premier roman en 1993. Elle obtient une plus grande notoriété pour son roman L'Île aux fous (Isla de bobos) paru en 2007 et évoquant l'histoire des oubliés de l'île de Clipperton et obtient en 2013 le Prix littéraire Sor Juana Inés de la Cruz pour son roman La bombe de San José.
En 2016, elle reçoit le prix des Beaux-Arts de Colima (es) pour La tormenta Hindú y otras historias.
En dehors de ses romans, elle publie aussi des traductions, des contes et écrit des chroniques dans la rubrique « Y ahora paso a retirarme » du journal La Jornada.

## Récompenses et distinctions
- 2013 : Prix littéraire Sor Juana Inés de la Cruz pour son roman La bombe de San José[6]
- 2016 : prix des Beaux-Arts de Colima (es) pour La tormenta Hindú y otras historias[7].

## Œuvres
- El umbral, 1993
- El imaginador, 1996
- Postales del Puerto, 1997
- Púrpura, 1999
- Otra oportunidad para el señor Balmand, 2004
- Rosas negras, 2004
- Isla de bobos, 2007 (traduction par Serge Mestre, L'Île aux fous, Mercure de France, 2009)
- Edificio, 2009
- La bomba de San Jose, 2012
- La tormenta Hindú y otras historias, 2016
- Fuego 20, 2017
- Leer en los aviones, 2021